# カーボンニュートラル
カーボンニュートラル (英: carbon neutrality) とは、二酸化炭素など温室効果ガスの排出量と吸収量を均衡させ、その排出量を「実質ゼロ」に抑える、という概念。日本語で直訳すると炭素中立となる。

## 概説
人類が生きていくには温室効果ガス排出は避けられないので、せめて排出を吸収で相殺し、地球温暖化への影響を軽微にしようとの考え方に基づいている。
もともとは生化学や環境生物学の用語であったが、気候変動など地球温暖化問題がすでに深刻になっており、カーボンニュートラルはグリーン成長戦略のキーワードとなっている。（なお2023年7月には国連事務総長から『すでに " 地球温暖化 " の段階を過ぎて「地球沸騰化」時代に突入した』と指摘されており、その重要度が一層増してきている。）
製造業では「カーボンオフセット」や「（カーボン）排出量実質ゼロ」という用語も類義語として用いられる。
カーボンニュートラルの実現には、1.排出分の吸収、2.排出量の削減、3.排出量取引、の三つの手法がとられる。

### 定義
二酸化炭素をはじめとする温室効果ガスの排出量と植林などによる吸収量が等しく均衡している状態を意味する。
一方、類似語のカーボン・オフセットの定義は「市民、企業、NPO/NGO、自治体、政府等の社会の構成員が、自らの責任と定めることが一般に合理的と認められる範囲の温室効果ガスの排出量を認識し、主体的にこれを削減する努力を行うとともに、削減が困難な部分の排出量について、『カーボン・クレジット』(炭素排出許可量)を購入すること、または他の場所で排出削減・吸収を実現するプロジェクトや活動を実施することにより、その排出量の全部を埋め合わせること」となっている。
また人間活動で排出する温室効果ガスの量よりも植物や海などが吸収する量の方が多い状態を「カーボンネガティブ (carbon negative)」という。「カーボンポジティブ (carbon positive)」 も同じ意味で使われることがある。

### カーボンニュートラルが目指す、カーボンの循環の構想
カーボンニュートラルを実現した社会については脱炭素社会（炭素循環社会）を参照。
（なお、マスコミなどで頻繁に使われる「脱炭素」という表現について日本化学会は人々の誤解を生むのではないかと心配して、代わりに「炭素循環」という表現を使うことを提唱している。→#日本化学会からの指摘 ）

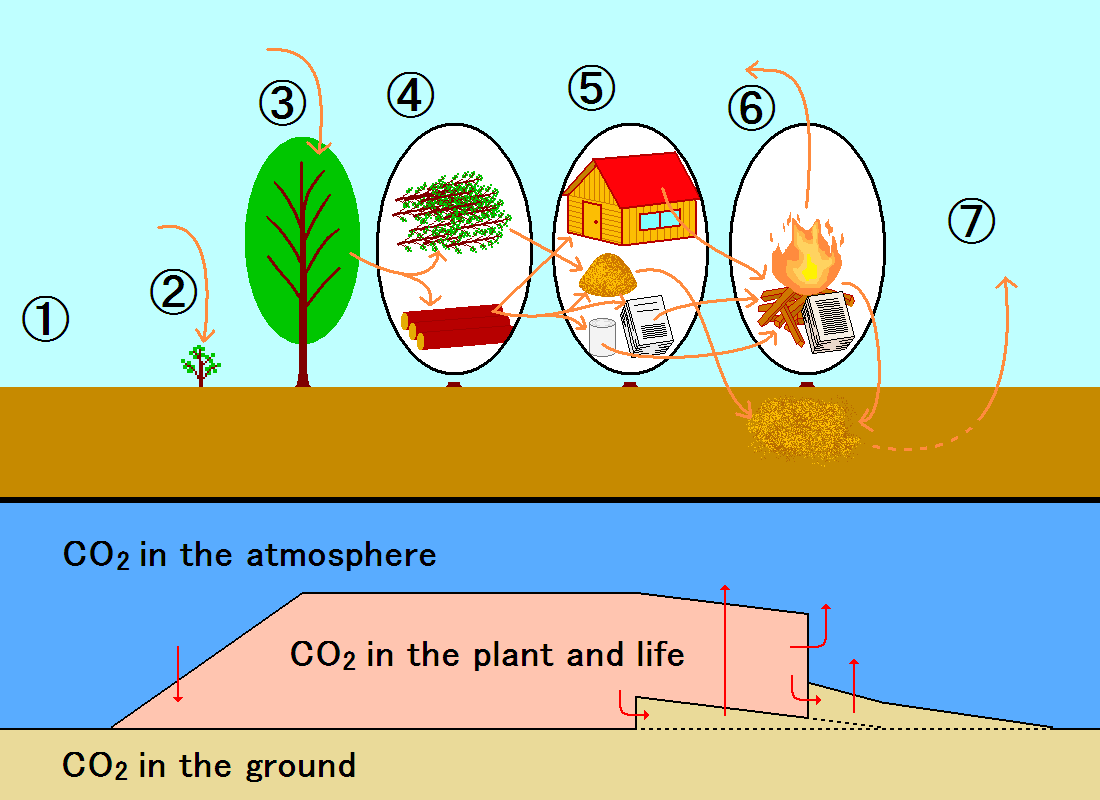
カーボンニュートラルな植物利用と炭素量変化の流れ。
①何もない状態。
②木を植え、木が生長する。二酸化炭素を大気中から吸収する。
③木が成長をほぼ終える。
④木を伐採し加工する。木材と木くずなどが出る。
⑤木材を紙、建材などに利用する。木くずはさらに増える。
⑥紙、建材などはやがて焼却処分される。二酸化炭素が大気中に戻る。木くずや燃えかすの灰は地中に入る。
⑦木くずや燃えかすの灰は微生物に分解されて、二酸化炭素やメタンとして大気中に戻る。
図の下半分は炭素の存在割合を示すグラフである。水色は大気中の炭素を意味し、薄いピンク色は植物の中や暮らしの中の炭素を意味し、薄い茶色は地中の炭素を意味する。このようなサイクルを持続的に繰り返すのがカーボンニュートラルである。ただし、この図には木材加工時などに化石燃料を使った場合のCO_{2}は含まれておらず、全般において再生可能エネルギーを使うものと仮定している。

植物のからだ（茎・葉・根など）は全て有機化合物（炭素原子を分子構造の基本骨格に持つ化合物）でできている。その植物が種から成長するとき、光合成により大気中の二酸化炭素の炭素原子を取り込んで有機化合物を作り、植物のからだを作る。そのため植物を燃やして有機化合物から二酸化炭素を発生させ空気中に排出しても、もともと成長するとき空気中に存在した二酸化炭素を植物が取り込んだものであるため、大気中の二酸化炭素総量の増減には影響を与えず、カーボンニュートラルとみなされる。（このとき、元となる植物が成長過程で大気中以外から吸収した炭素、落葉などによって成長過程で地中などに固定される炭素、植物由来燃料・原料が製造される際に製品化されずに余った炭素などは考慮に入れない。）
一方、化石燃料は平均数十万年～数千万年の太古の大気中から植物が吸収した二酸化炭素が有機化合物を経て化石となり、生物圏や大気圏から完全に離脱したもので燃焼すると大気中の二酸化炭素が増加し、カーボンニュートラルではない。
林野庁によれば、1年間に1世帯が石油､石炭､天然ガスなどの化石燃料消費から排出する二酸化炭素は4,480 kg (2017年)で、これを吸収するためには40年生のスギ509本が必要となる。

## 取り組みの状況

### エネルギー基本計画
2020年10月に「2050年カーボンニュートラル」が表明され、2021年4月には「2030年度の温室効果ガス排出46％削減」の目標が表明され、2021年10月に日本の新たなエネルギー基本計画が策定されている。この具体的な2030年におけるエネルギー需給の見通しは、2019年度と比較して化石燃料を76％から41％へ引き下げ、原子力を6％から20～22％へ増やし、再生可能エネルギーを18％から36～38％と倍増となっている。その再生可能エネルギーの電源構成は、太陽光 14％～16％、風力 5%、地熱 1%、水力 11%、バイオマス 5%である。さらに脱炭素化エネルギーとして水素・アンモニア発電により、電源構成の1％をまかなう目標となっている。

### バイオマスの利用
化石燃料からの脱却を目指し、バイオマスエタノールなどのバイオ燃料、薪や木質ペレットなどの木質燃料といったバイオマスを燃料としてバイオマス発電を推進したり、トウモロコシなどを原料とするバイオプラスチックを使用したりする動きが広がっている。

### 国家レベルの政策
2007年4月、ノルウェーのイェンス・ストルテンベルク首相は、カーボンニュートラルを2050年までに国家レベルで実現する政策目標を打ち出した。国家レベルでこのような政策が決定されたのは初めての例だとされている。また、同年12月、コスタリカのオスカル・アリアス・サンチェス大統領は、2021年までに国家レベルのカーボンニュートラルを実現する目標を発表した。現在、CO2排出第2位のアメリカをはじめEU、日本などの先進国の多くは2050年、同1位の中国は2060年、同3位のインドは2070年をカーボンニュートラルの目標に掲げている。

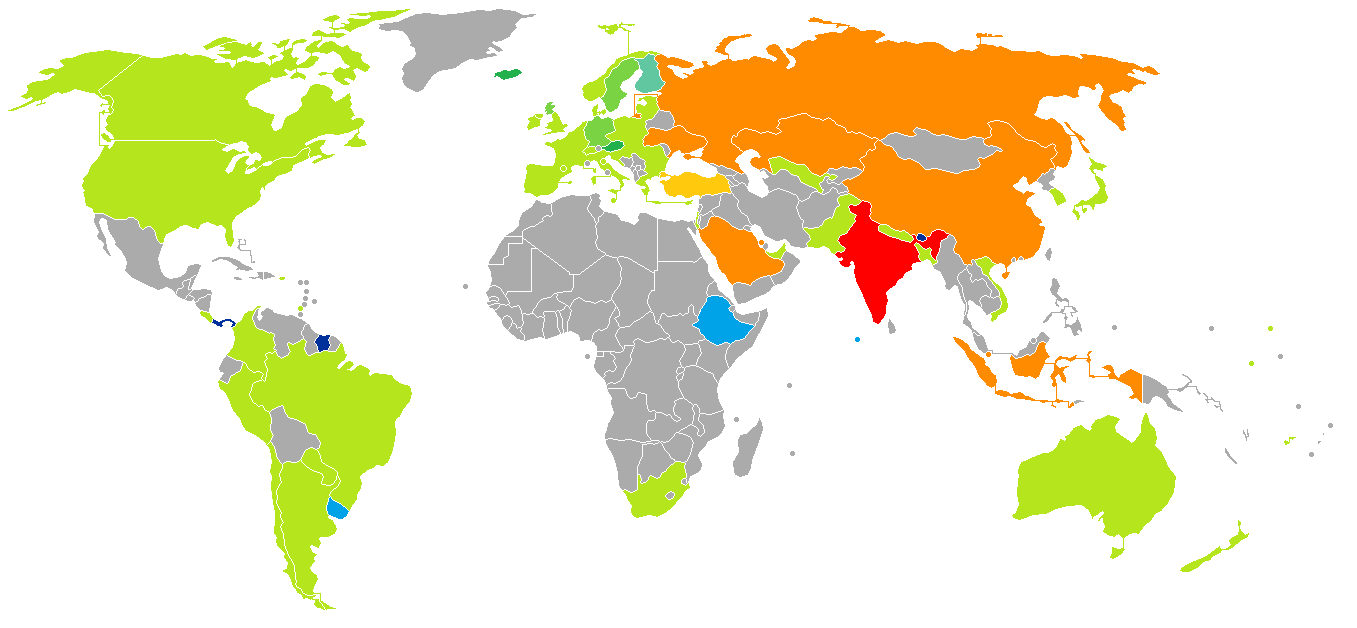
Countries and nations by intended year of climate neutrality
Carbon neutral or negative
2030
2035
2040
2045
2050
2053
2060
2070
Unknown or undeclared

### メタネーション
発電所や工場などから回収したCO2を水素（H2）と反応させ、天然ガスの主成分であるメタン（CH4）を合成するメタネーションの技術開発が進められている。
CO2 + 4H2 →　CH4 ＋ 2H2O
この合成メタンは燃焼時CO2を排出するが、回収したCO2を原料にしているため、CO2排出は実質ゼロ、カーボンニュートラルとみなすことができる。

### 原子力発電

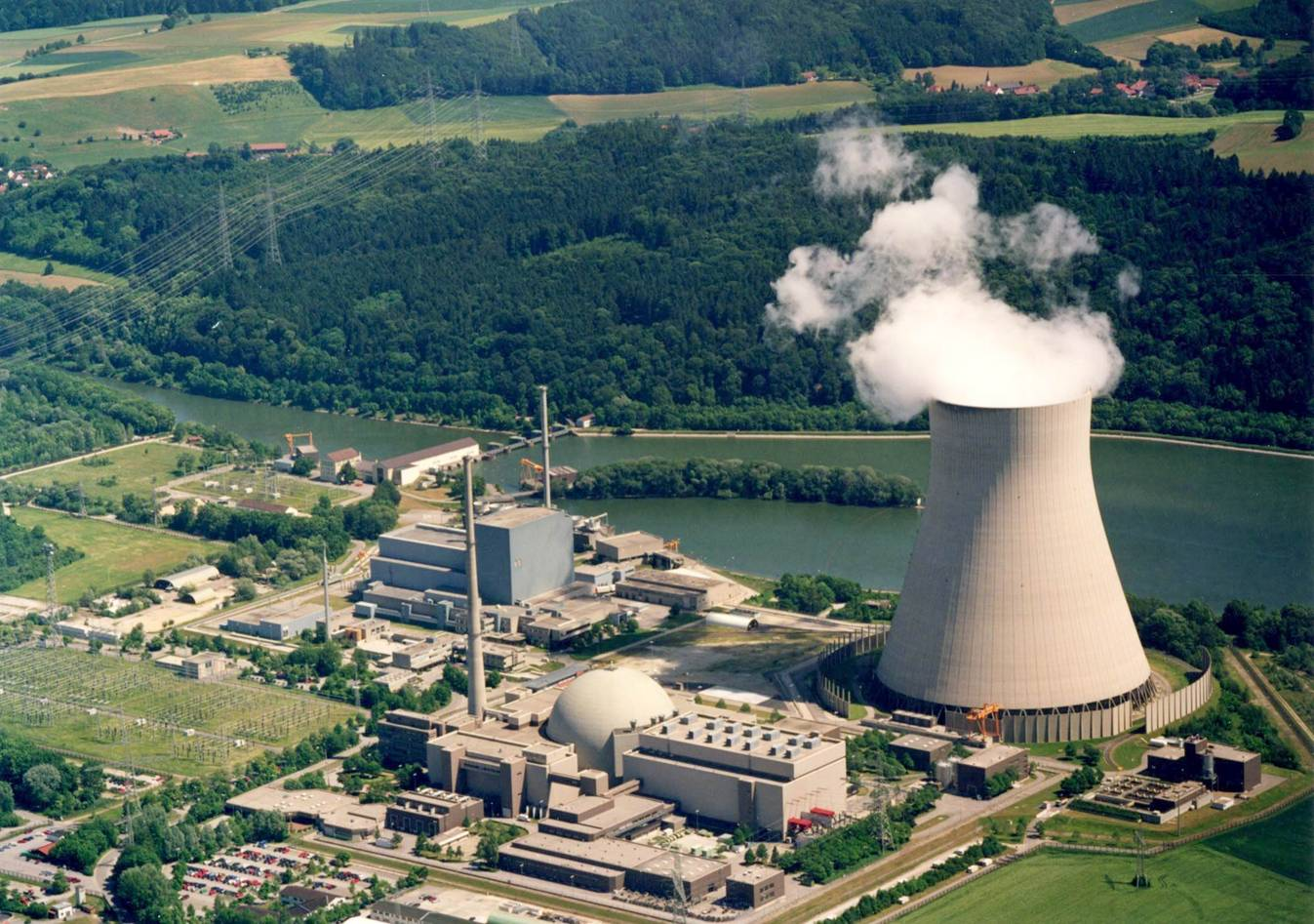
Nuclear Power Plants

原子力発電はCO2を排出しないため、カーボンネガティブな発電方法に位置づけられている。その一方で2011年の福島第一原子力発電所事故のような大災害につながるため、脱原発の声も非常に強いが、カーボンニュートラルなクリーンエネルギー、急増する電力需要への対応、エネルギー安全保障(ロシアのウクライナ侵攻)など複数の理由で原子力発電所建設の推進・再稼働が再び活気づいている。フランスは原発を14基新設する計画を発表した。

### 企業の動き
Nike、Google、Yahoo!、Marks & Spencer、香港上海銀行 (HSBC) 、Dellなど大手企業が自社の「カーボンニュートラル化宣言」を行い、温室効果ガス削減に取り組んでいる。日本においても、グリーン電力証書を活用した企業の温室効果ガス削減が行われている。しかしながら、グリーン電力証書については、追加性の要素が不足しているとの声もあり、日本の環境省で取り扱い方針を検討中である。さらに、2020年10月に菅総理が所信表明演説で、2050年にカーボンニュートラルの実現を目指すと宣言した。この宣言によって、自動車業界はカーボンニュートラル化に必要なこととして、車の使用時でのCO2排出を抑えるだけでなく、材料や部品、ガソリン燃料などの製造の段階で発生するCO2を抑えるとともに、自動車の電動化を計画している。また、大手自動車メーカーのホンダは2021年のシーズンをもってF1のパワーユニットサプライヤーとしての参戦を終了することを発表した。加えて、大手通信サービス会社のNTTコミュニケーションズは、2030年までのデータセンターのカーボンニュートラル化を目指しており、電力消費の効率化による省エネや、再生可能エネルギーの利用促進に取り組んでいる。

## 課題

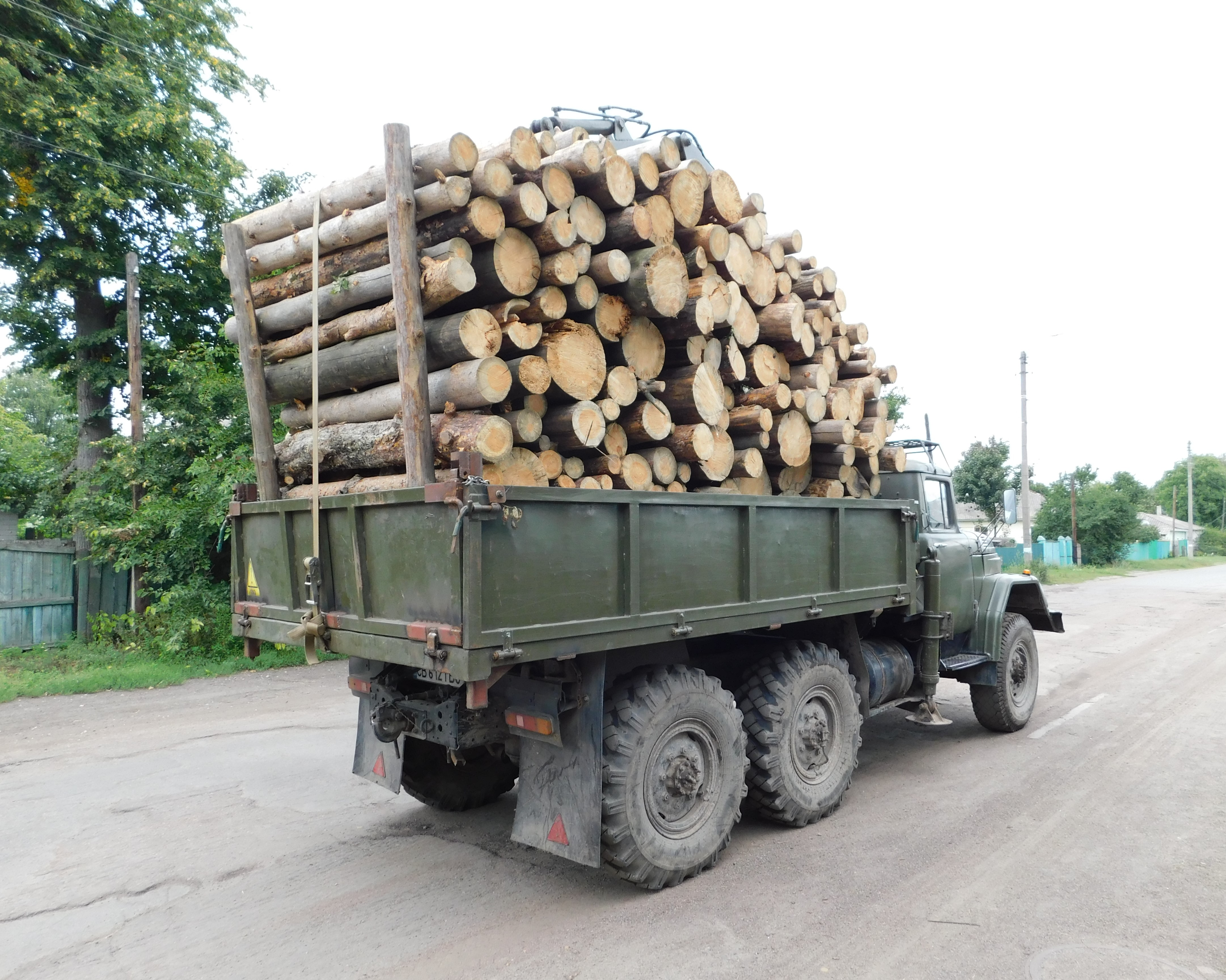
丸太を運ぶトラック

### バイオマスの加工・輸送
たとえ再生可能な植物由来の商品であったとしても、その商品の原料調達、加工・輸送などの過程において化石燃料が使用される。
この場合、その化石燃料の使用によってCO2が排出されカーボンニュートラルとはみなせず、排出されたCO2を大気中から回収するには新たに植林などを行う必要がある。
これが問題となっている例としては、アメリカ合衆国で生産されるバイオエタノールは、生産段階で大量の化石燃料が使用されており、逆に環境負荷を増やす結果となっていることが指摘されている。

### 森林バイオマスの利用
木質燃料については森林破壊につながっているとして見直しも進められており、EUは再生可能エネルギーの分類に含めない指針案を発表している
。
2021年に世界中の科学者500名以上が連名でアメリカ合衆国大統領、欧州委員会委員長、欧州理事会長、日本国総理大臣、韓国大統領に対し、「森林バイオマスの利用はカーボンニュートラルではない」という批判の書簡を送った。
また、国内外の32のNGOが大規模な燃料輸入を伴うバイオマス発電は中止すべきとの共同声明を発表した。

### 森林の維持

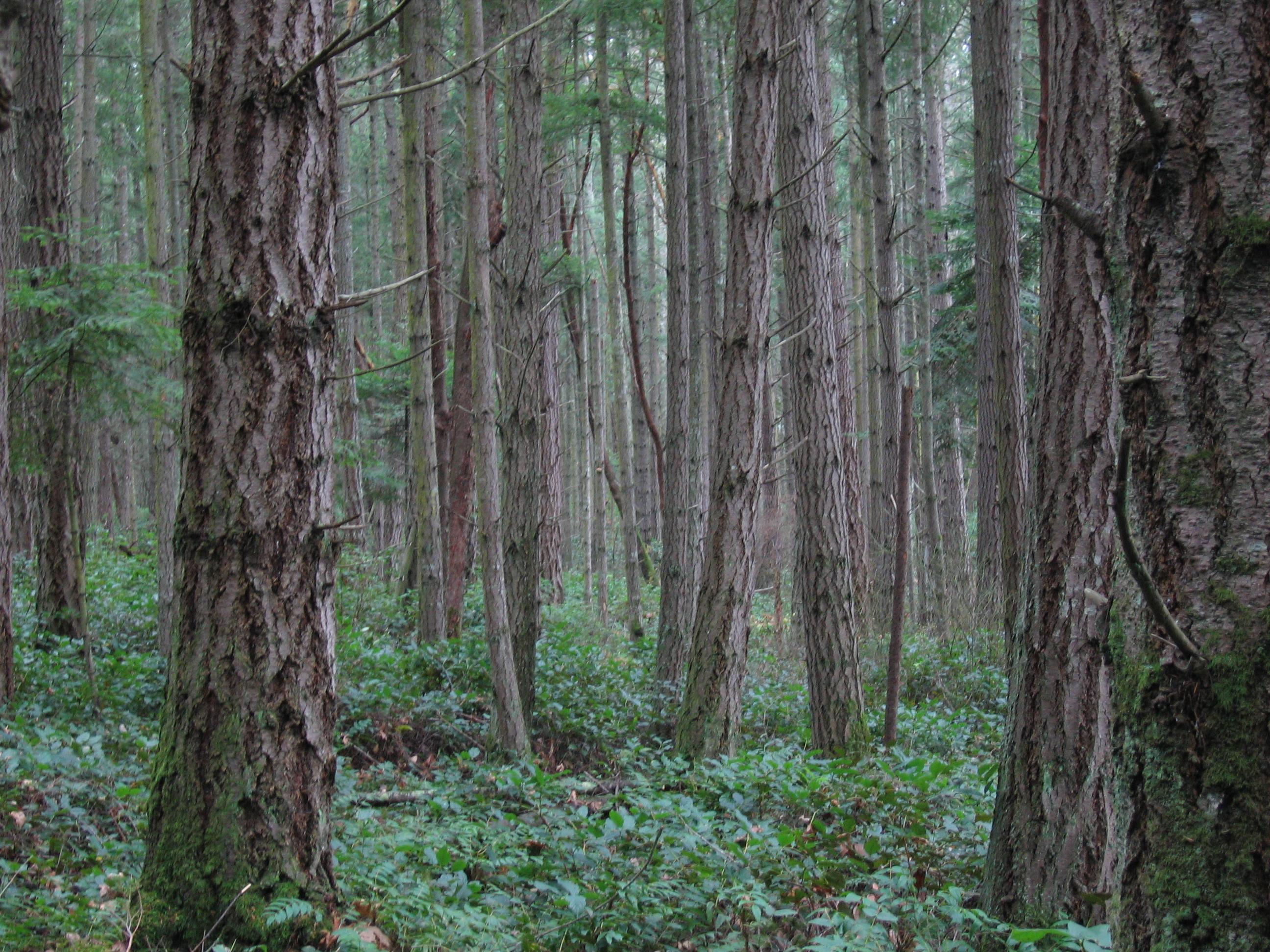
森

植物由来の燃料(木質燃料)を燃焼させた際に植物からCO2が排出しても大気中のCO2は増加せずカーボンニュートラルだが、再度別の植物によって完全に取り込まれなければ持続可能にはならない。
したがって植物由来製品の原材料を生産する森林を適切に管理し、植物の栽培や育成を維持することが必要である。
これが維持されない場合、森林減少さらには森林破壊が進み、大気中のCO2が増加し、カーボンニュートラルは達成できない。

### 森林の面積
カーボンニュートラルのため、化石燃料を植物由来燃料に転換していくには、植物を育て保全するための広大な土地が必要になる。国家レベルでのカーボンニュートラル（後述）に必要な面積はカーボンフットプリント（エコロジカル・フットプリント）で表すことができる。例えば日本では国土面積の約7倍にあたる269.7万haが更に必要（植物由来燃料・原材料の効率が化石燃料・原材料と同じ場合）だとされており、世界全体でも現存の耕作地・牧草地・森林の合計面積の1.2倍にあたる1.06ghaが更に必要（植物由来燃料・原材料の効率が化石燃料・原材料と同じ場合）だとされ、すべて賄うのは難しい。これを改善するためには、CO2吸収能力や生長サイクルの速い植物を採用したり、燃料や原材料の利用効率を高めて、生物生産力を向上させる必要がある。現在過剰に排出されているCO2量と同じ量のCO2を吸収できるように大規模に植樹して、国家あるいは地球全体でCO2排出量を森林のCO2吸収量で相殺することが、カーボンニュートラルである。このようなことから、カーボンニュートラルを達成するのは容易ではない。

### 資源価格の高騰

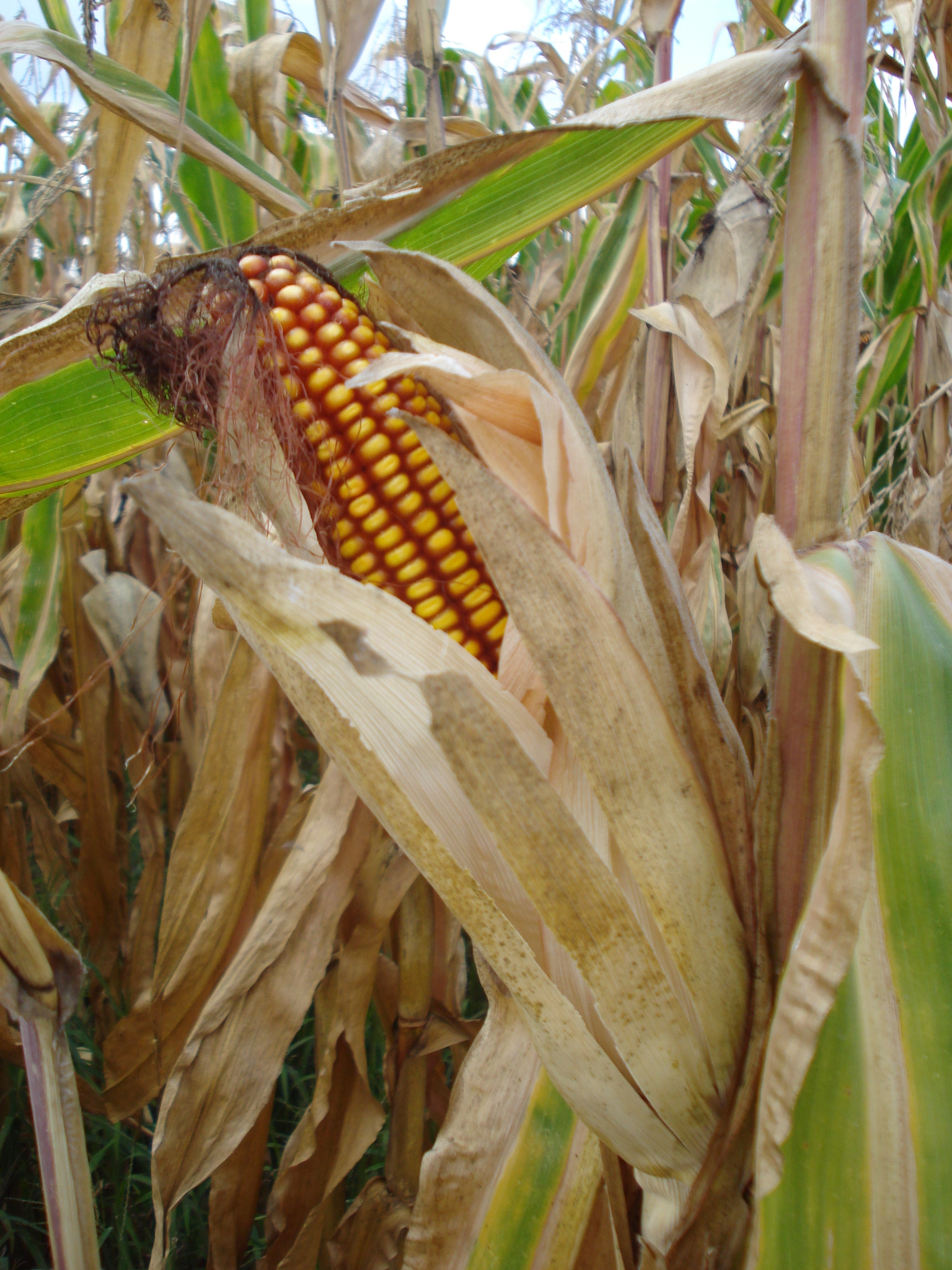
バイオエタノールの原料であるトウモロコシ

カーボンニュートラルなエネルギー源として、バイオエタノールの需要が急速に高まっている。これが、穀物市場における食料とエネルギーの資源争奪を生み出し、穀物価格の高騰とそれによる貧困層に飢餓危機という新たな地球規模の課題が登場している。カーボンニュートラルに向けて、コスト課題が浮き彫りになっており、日本に先行して、EU（欧州連合）は複数のシナリオを招いた結果、電力単価が3～7割上昇すると見込まれており、研究開発の進展が必要とされている。日本は、再生可能エネルギーが世界各国に比べて高コストであるのと同時に地理的条件から再エネ賦存量が限られているため、一定量の導入確保には、むしろ開発費用が上昇する可能性があるため、国民負担を最大限抑制するぐらいのコストダウンを大前提とした政策を講じる必要がある。

## 日本

### GX実行推進担当大臣
2022年7月27日に、脱炭素社会実現に向けた社会や産業構造の変革「グリーントランスフォーメーション（GX）」を強力に進めるため、新たに「GX実行推進担当大臣」を岸田内閣の下に新設した。
| GX実行推進担当大臣 | GX実行推進担当大臣 | GX実行推進担当大臣 | GX実行推進担当大臣 | GX実行推進担当大臣 | GX実行推進担当大臣 | GX実行推進担当大臣 | GX実行推進担当大臣 | GX実行推進担当大臣 |
| 代                 | 氏名               | 氏名               | 内閣               | 内閣               | 就任日             | 退任日             | 党派               | 備考 |
| ------------------ | ------------------ | ------------------ | ------------------ | ------------------ | ------------------ | ------------------ | ------------------ | --- |
| 1                  |                    | 萩生田光一         | 第2次岸田内閣      | 第2次岸田内閣      | 2022年7月27日      | 2022年8月10日      | 自由民主党         | 経済産業大臣 産業競争力担当 ロシア経済分野協力担当 原子力経済被害担当 内閣府特命担当大臣（原子力損害賠償・ 廃炉等支援機構）兼務 |
| 2                  |                    | 西村康稔           |                    | 第1次改造内閣      | 2022年8月10日      | 2023年9月13日      | 自由民主党         | 経済産業大臣 産業競争力担当 ロシア経済分野協力担当 原子力経済被害担当 内閣府特命担当大臣（原子力損害賠償・ 廃炉等支援機構）兼務 |
| 2                  | 第2次改造内閣      | 西村康稔           | 2023年9月13日      | 2023年12月14日     |                    |                    | 自由民主党         | 経済産業大臣 産業競争力担当 ロシア経済分野協力担当 原子力経済被害担当 内閣府特命担当大臣（原子力損害賠償・ 廃炉等支援機構）兼務 |
| 3                  | 第2次改造内閣      |                    | 齋藤健             |                    | 2023年12月14日     | 2024年10月1日      | 自由民主党         | 経済産業大臣 産業競争力担当 ロシア経済分野協力担当 原子力経済被害担当 内閣府特命担当大臣（原子力損害賠償・ 廃炉等支援機構）兼務 |
| 4                  |                    | 武藤容治           | 第1次石破内閣      | 第1次石破内閣      | 2024年10月1日      | 2024年11月11日     | 自由民主党         | 経済産業大臣 産業競争力担当 原子力経済被害担当 内閣府特命担当大臣（原子力損害賠償・ 廃炉等支援機構）兼務                        |
| 5                  | 第2次石破内閣      | 第2次石破内閣      | 2024年11月11日     | 現職               |                    |                    | 自由民主党         | 経済産業大臣 産業競争力担当 原子力経済被害担当 内閣府特命担当大臣（原子力損害賠償・ 廃炉等支援機構）兼務                        |

## 日本化学会からの指摘
日本化学会も次のように指摘している。
我が国でも，2021 年 6 月 2 日に地球温暖化対策の推進に関する法律の改正が行われ，2050 年までに地球温暖化ガスの排出を実質ゼロとする社会の実現を目指すことが示されました。化石資源の消費や呼吸などによって排出される二酸化炭素の量と，植物などによって固定化される二酸化炭素の量との間に均衡が保たれている社会の実現を目指すことは，私たちの重要な課題です。これまで日本化学会もこの課題に積極的に取り組んできました。
なお日本化学会は、マスコミや行政などが頻繁に使う「脱炭素」という表現に関しては、当会独特の懸念を表明しており、『「脱炭素」ではその目指す究極の到達点が「炭素がない」や「炭素がなくなった」という印象を生む』（生むのではないか、と当会メンバーは心配しており）、『実際にはすべての生物は炭素を含んでいるし、木材のような自然由来の物質にも炭素が含まれていて、人間社会から炭素をなくすことは現実的ではないが、「脱炭素」という用語は，炭素のない生物や物質社会を目指すという間違った印象や目標を人々に与えてしまうかもしれない。』、と重ねて心配をして、「脱炭素」の代わりに「炭素循環」という用語を使うことを提唱してはいる。